# Amt Steintanz-Warnowtal

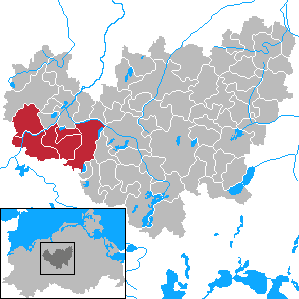
Amt Steintanz-Warnowtal im ehemaligen Landkreis Güstrow

Im 1992 gegründeten Amt Steintanz-Warnowtal im Landkreis Güstrow (heute Landkreis Rostock) in Mecklenburg-Vorpommern waren die zwölf Gemeinden Baumgarten,  Boitin, Dreetz, Gülzow, Katelbogen, Lübzin, Prüzen, Qualitz, Rosenow, Tarnow (Amtssitz), Warnow und Zernin zur Erledigung ihrer Verwaltungsgeschäfte zusammengeschlossen. Am 1. Juni 1998 wurden die Gemeinden Lübzin und Rosenow zur neuen Gemeinde Lübzin-Rosenow, diese wurde am 1. Januar 2000 nach Warnow eingemeindet. Die ehemaligen Gemeinden Katelbogen und Qualitz kamen am 1. Januar 1999 zu Baumgarten. Am 13. Juni 1999 wurde Boitin und am 1. Januar 2000 Zernin nach Tarnow eingemeindet. Schließlich schlossen sich am 13. Juni 2004 die Gemeinden Gülzow und Prüzen zur Gemeinde Gülzow-Prüzen zusammen.
Das Amt Steintanz-Warnowtal wurde am 1. Januar 2005 aufgelöst. Die Gemeinden Baumgarten, Dreetz, Tarnow und Warnow wurden in das Amt Bützow-Land, die Gemeinde Gülzow-Prüzen in das Amt Güstrow-Land eingegliedert. Der Name Steintanz bezog sich auf die Steinkreisformation Boitiner Steintanz.